# Малий Комор
46°07′ пн. ш. 16°01′ сх. д. / 46.11° пн. ш. 16.01° сх. д.
Малий Комор (хорв. Mali Komor) — населений пункт у Хорватії, у Крапинсько-Загорській жупанії у складі громади Маче.

## Населення
Населення за даними перепису 2011 року становило 94 осіб.
Динаміка чисельності населення поселення:

## Клімат
Середня річна температура становить 10,04 °C, середня максимальна – 24,10 °C, а середня мінімальна – -6,41 °C. Середня річна кількість опадів – 978 мм.
| Клімат поселення                              | Клімат поселення | Клімат поселення | Клімат поселення | Клімат поселення | Клімат поселення | Клімат поселення | Клімат поселення | Клімат поселення | Клімат поселення | Клімат поселення | Клімат поселення | Клімат поселення | Клімат поселення |
| Показник                                      | Січ.             | Лют.             | Бер.             | Квіт.            | Трав.            | Черв.            | Лип.             | Серп.            | Вер.             | Жовт.            | Лист.            | Груд.            |                  |
| Середній максимум, °C                         | 5,67             | 7,74             | 11,96            | 16,29            | 21,09            | 24,10            | 23,49            | 22,94            | 19,00            | 13,89            | 8,28             | 4,65             |                  |
| Середня температура, °C                       | −0,39            | 1,70             | 5,94             | 10,25            | 15,05            | 18,06            | 19,74            | 19,20            | 15,28            | 10,16            | 4,53             | 0,90             |                  |
| Середній мінімум, °C                          | −6,41            | −4,33            | −0,1             | 4,21             | 9,02             | 12,02            | 15,99            | 15,47            | 11,53            | 6,42             | 0,80             | −2,83            |                  |
| Норма опадів, мм                              | 49               | 50               | 67               | 73               | 84               | 113              | 94               | 97               | 94               | 94               | 94               | 69               |                  |
| Середньомісячна швидкість вітру, м/с          | 1.80             | 2.00             | 2.40             | 2.30             | 2.20             | 1.98             | 1.90             | 1.70             | 1.70             | 1.78             | 1.88             | 1.84             |                  |
| Середньомісячна сонячна радіація, кДж/м²·день | 4053             | 6822             | 10450            | 14856            | 18851            | 20677            | 21597            | 18713            | 13802            | 8636             | 4520             | 3233             |                  |
| --------------------------------------------- | ---------------- | ---------------- | ---------------- | ---------------- | ---------------- | ---------------- | ---------------- | ---------------- | ---------------- | ---------------- | ---------------- | ---------------- | ---------------- |
| Джерело:                                      |                  |                  |                  |                  |                  |                  |                  |                  |                  |                  |                  |                  |                  |